# Charles Whitham
Charles Whitham (Índia Britânica, 1873 — Sydney, Austrália, dezembro de 1940) foi um escritor anglo-australiano, notabilizado pelo livro Western Tasmania: A land of Riches and Beauty ("Tasmânia Ocidental: uma terra de riquezas e beleza"), que representou um extensivo estudo das características geográficas da Costa Oeste tasmaniana e as condições da região na década de 1920. 

## Início
Whitham nasceu na Índia, então sob o domínio britânico, em 1873. Ele e seus pais mudaram-se para a Tasmânia em 1886. Seu primeiro livro foi publicado em 1917.

## Western Tasmania
O livro foi originalmente publicado em 1924 , com reimpressões em 1949  e em 1984. A obra faz uma mistura de informações geográficas e históricas sobre a Costa Oeste tasmaniana, incluindo seções sobre a Baía de Macquarie e a Mount Lyell Mining and Railway Company. 
Whitham viajou pessoalmente a muitas das locações por ele descritas no livro, assim como esteve na maioria dos picos da serra ocidental tasmaniana. Suas fotografias, arquivadas na Biblioteca Estadual da Tasmânia atestam alguns dos lugares visitados por ele. Não foi até que Geoffrey Blainey publicasse a obra The Peaks of Lyell na década de 1950 que a história e a geografia da Costa Oeste tasmaniana fossem revistas e mostrassem no processo a importante contribuição do trabalho de Whitham.

## Vida posterior e morte
Whitham mudou-se para Sydney, Nova Gales do Sul, na década de 1920 e lá faleceu em dezembro de 1940.